# Emmanuel Frimpong
Emmanuel Yaw Frimpong, född 10 januari 1992 i Accra, är en ghanansk före detta fotbollsspelare (mittfältare). Han har representerat England på ungdomsnivå.

## Klubbkarriär

### Arsenal
Frimpong debuterade i reservlaget den 5 oktober 2009 mot Chelsea. Han debuterade i A-laget mot Newcastle United i Premier League premiären 2011, då han blev inbytt sent in i matchen.

### AFC Eskilstuna
Den 21 februari 2017 bekräftade den allsvenska nykomlingen AFC Eskilstuna att man skrivit ett tvåårsavtal med Frimpong. I augusti 2017 lämnade han klubben.

### Ermis Aradippou
Den 17 augusti 2017 skrev Frimpong ett tvåårsavtal med Ermis Aradippou.